# Goddard (Maryland)
Goddard és una concentració de població designada pel cens dels Estats Units a l'estat de Maryland. Segons el cens del 2000 tenia 5.554 habitants.

## Demografia
Segons el cens del 2000, Goddard tenia 5.554 habitants, 2.097 habitatges, i 1.348 famílies. La densitat de població era de 901 habitants/km².
Dels 2.097 habitatges en un 32% hi vivien nens de menys de 18 anys, en un 42,3% hi vivien parelles casades, en un 18,1% dones solteres, i en un 35,7% no eren unitats familiars. En el 26,9% dels habitatges hi vivien persones soles el 3,4% de les quals corresponia a persones de 65 anys o més que vivien soles. El nombre mitjà de persones vivint en cada habitatge era de 2,57 i el nombre mitjà de persones que vivien en cada família era de 3,18.
Per edats la població es repartia de la següent manera: un 23,2% tenia menys de 18 anys, un 9,9% entre 18 i 24, un 33,4% entre 25 i 44, un 24,4% de 45 a 60 i un 9,1% 65 anys o més.
L'edat mediana era de 35 anys. Per cada 100 dones de 18 o més anys hi havia 80,5 homes.
La renda mediana per habitatge era de 57.482 $ i la renda mediana per família de 67.000 $. Els homes tenien una renda mediana de 37.253 $ mentre que les dones 36.170 $. La renda per capita de la població era de 25.710 $. Entorn de l'1,7% de les famílies i el 4,2% de la població estaven per davall del llindar de pobresa.

## Poblacions més properes
El següent diagrama mostra les poblacions més properes.